# Berliner Maß
|               | Berliner Maß |
| ------------- | ------------ |
| Länge         | 46,20 m      |
| Breite        | 6,60 m       |
| Tiefgang      | 1,75 m       |
| Tragfähigkeit | 350 t        |

Das Berliner Maß war ein standardisiertes Binnenschiffmaß. Das Berliner Maß wurde ab 1850 speziell für die Passage des Landwehrkanals unter Umgehung der alten „Berliner Stadtschleuse“ festgelegt. Die Schiffe nannten sich Berliner Maßkähne.

## Die Schleusen im Landwehrkanal
Die Schleusen wurden, wie damals üblich, zweischiffig mit versetzten Häuptern erbaut. Die Schleusenkammerlänge betrug zwischen den Drempeln 50,22 Meter (160 Fuß). Die Kammer war 10,04 Meter (32 Fuß) breit. Mit Rücksicht auf die zu erwartenden kleinen Dampfschlepper wurde die Torweite auf 7,53 Meter (24 Fuß) festgelegt. In den Jahren 1936 bis 1941 wurde der Landwehrkanal Odermaß-Schiffen zugängig gemacht. Beide Schleusen wurden umgebaut. Die Oberschleuse, die 1939 fertiggestellt wurde, erhielt als Besonderheit zwei Untertore. Ihre nutzbare Länge differiert zwischen 72,10 Meter und 58,85 Meter. Die Kammerbreite beträgt 19,70 Meter, Die Torweite im Oberhaupt 8,80 Meter und im Unterhaupt jeweils 8,50 Meter. Die Verkehrsfreigabe für die Unterschleuse erfolgte 1941. Sie hat eine nutzbare Länge von 60,00 Meter und ist 10,50 Meter breit. Die Tore weisen eine Breite von 8,50 Meter auf. An der Unterschleuse wurde die Lage des Wehres und der Schleuse getauscht. Dadurch ergab sich eine bessere Linienführung für die Schifffahrt.
Die Schleppkähne waren den Bedingungen der Wasserstraße wie Schleusenabmessungen und Kurvenradien angepasst. Ihre Länge betrug 46,20 Meter und ihre Breite 6,60 Meter. Der Tiefgang erreichte selten 1,75 Meter und ihre Tragfähigkeit 350 Tonnen. Die Maßangaben können variieren, da sie gelegentlich zur Erhöhung der Ladefähigkeit angehoben wurden.

### Bemerkung
Die damals in Preußen noch übliche Maßeinheit Fuß bezieht sich auf den Rheinfuß mit einer Länge von 313,85 Millimeter.